# Landrecht (Schweden)
Magnus Erikssons Landrecht (Magnus Erikssons landslag) ist Schwedens erste Gesetzessammlung, die im ganzen Reich Gültigkeit hatte. Es trat in den 1350er Jahren in Kraft, wurde 1442 unter König Christoph von Bayern revidiert (Kristoffers landslag) und erst 1736 durch das Reichsgesetzbuch Rikslagsbok ersetzt. Das Landrecht, das für den nicht-städtischen Bereich galt, wurde zur selben Zeit durch ein reichsumfassendes Stadtrecht (Magnus Erikssons stadslag) ergänzt.

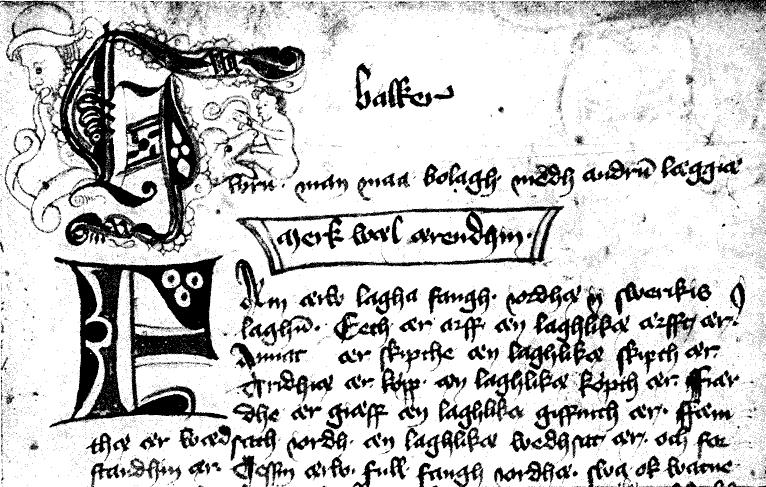
Faksimile einer Abschrift des Landrechts aus der Mitte des 15. Jahrhunderts

Vor dem 14. Jahrhundert hatten die einzelnen Reichsteile ihre eigenen Landesgesetze und auch die Städte erließen eigene Stadtverordnungen. Im Rahmen der Reichseinigung und dem Aufbau einer königlichen Zentralmacht wurde auch eine einheitliche Gesetzgebung wichtiger. Daher gab König Magnus Eriksson einer Gesetzeskommission in Auftrag, ein einheitliches Landrecht für Schweden zu erarbeiten. Grundlage für das neue Landrecht bildeten vor allem die Landesgesetze Upplands, Västmanlands und Östergötlands sowie eine Reihe von Satzungen, die Magnus Eriksson zwischen 1335 und 1345 erlassen hatte. Keine Einigung konnte aber mit der Kirche über deren rechtliche Stellung im neuen Landrecht gefunden werden, so dass das Landrecht keinen Abschnitt zur Kirche (kyrkobalken) enthielt, sondern dass weiterhin die rechtlichen Bestimmungen der einzelnen Landesgesetze in den jeweiligen Regionen galten.
Das Landrecht wurde Anfang der 1350er Jahre fertiggestellt und ziemlich rasch von Dalarna, den Ländern am Mälaren, Östergötland und Småland angenommen. Närke und Finnland folgten erst in den 1370er Jahren, Västergötland und Värmland in den 1390er Jahren und Norrland erst Ende des Jahrhunderts.
1442 wurde eine revidierte Fassung von König Christoph von Bayern erlassen, doch dauerte es bis 1608, bis das alte Landrecht völlig durch die revidierte Fassung ersetzt war. Im 15. und 16. Jahrhundert wurden beide Gesetze verwendet.